# London-Marathon 2016
| 36. London-Marathon    | 36. London-Marathon            |
| ---------------------- | ------------------------------ |
| Stadt                  | London, Vereinigtes Königreich |
| Datum                  | 24. April 2016                 |
| Distanz                | 42,195 Kilometer               |
| Sieger                 |                                |
| Männer                 | Eliud Kipchoge (2:03:05 h)     |
| Frauen                 | Jemima Sumgong (2:22:58 h)     |
| ← London-Marathon 2015 | London-Marathon 2017 →         |
| Website                | Offizielle Website             |

Der London-Marathon 2016 (offiziell: Virgin Money London Marathon 2016) war die 36. Ausgabe der jährlich stattfindenden Laufveranstaltung in London, Vereinigtes Königreich. Der Marathon fand am 24. April 2016 statt. Er war der zweite Lauf des World Marathon Majors 2016/17 und hatte das Etikett Gold der IAAF Road Race Label Events 2016.
Bei den Männern gewann Eliud Kipchoge in 2:03:05 h und bei den Frauen Jemima Sumgong in 2:22:58 h.

## Ergebnisse

### Männer
| Platz | Athlet                   | Land                   | Zeit (h)   |
| ----- | ------------------------ | ---------------------- | ---------- |
| 01    | Eliud Kipchoge           | Kenia                  | 2:03:05 SR |
| 02    | Stanley Kipleting Biwott | Kenia                  | 2:03:51    |
| 03    | Kenenisa Bekele          | Äthiopien              | 2:06:36    |
| 04    | Ghirmay Ghebreslassie    | Eritrea                | 2:07:46    |
| 05    | Wilson Kipsang           | Kenia                  | 2:07:52    |
| 06    | Tilahun Regassa          | Äthiopien              | 2:09:47    |
| 07    | Sisay Lemma              | Äthiopien              | 2:10:45    |
| 08    | Callum Hawkins           | Vereinigtes Königreich | 2:10:52    |
| 09    | Dennis Kipruto Kimetto   | Kenia                  | 2:11:44    |
| 10    | Ghebrezgiabhier Kibrom   | Eritrea                | 2:11:56    |

### Frauen
| Platz | Athletin                | Land      | Zeit (h) |
| ----- | ----------------------- | --------- | -------- |
| 01    | Jemima Sumgong          | Kenia     | 2:22:58  |
| 02    | Tigist Tufa             | Äthiopien | 2:23:03  |
| 03    | Florence Jebet Kiplagat | Kenia     | 2:23:39  |
| 04    | Wolha Masuronak         | Belarus   | 2:23:54  |
| 05    | Aselefech Mergia        | Äthiopien | 2:23:57  |
| 06    | Mare Dibaba             | Äthiopien | 2:24:09  |
| 07    | Feyse Tadese            | Äthiopien | 2:25:03  |
| 08    | Priscah Jeptoo          | Kenia     | 2:27:27  |
| 09    | Mary Jepkosgei Keitany  | Kenia     | 2:28:30  |
| 10    | Jéssica Augusto         | Portugal  | 2:28:53  |